# Jim Flynn
Jim Flynn (ur. w 1921 w Waterford, zm. 12 marca 2006 w Fermoy) – irlandzki koszykarz, uczestnik Letnich Igrzysk Olimpijskich 1948.
Był uczestnikiem igrzysk w Londynie. W całym turnieju zdobył 16 punktów i zanotował 17 fauli. Razem z kolegami z reprezentacji zajął 23. miejsce, jednak jego drużyna przegrała wszystkie mecze turnieju.